# Emiliano Zapata, Hidalgo
Emiliano Zapata là một đô thị thuộc bang Hidalgo, México. Năm 2005, dân số của đô thị này là 12309 người.